# Coina
Coina ist ein portugiesischer Ort und eine ehemalige Gemeinde („Freguesia“) im Kreis („Concelho“) von Barreiro.

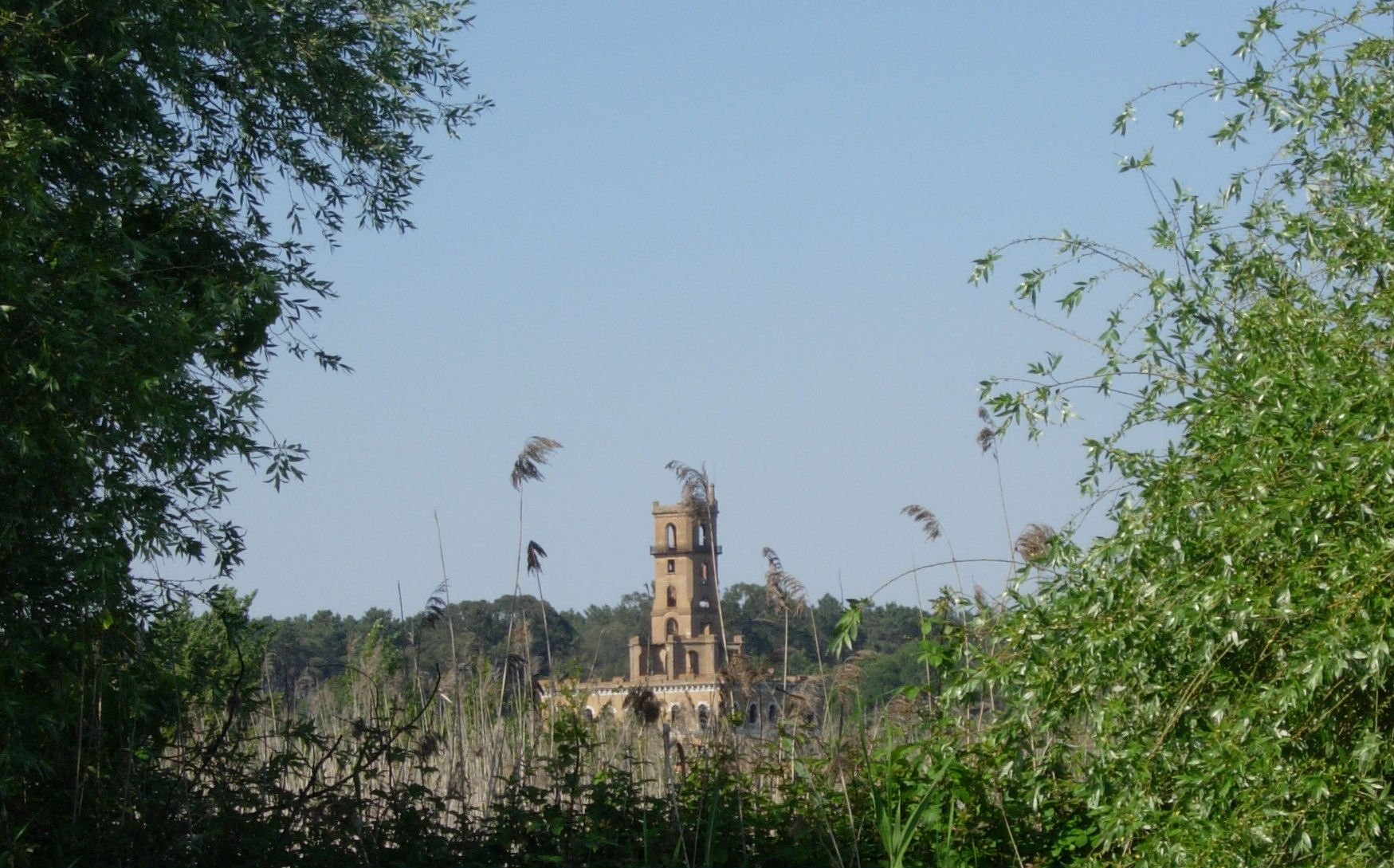
Der Palácio de Coina

Am 29. September 2013 wurden die Gemeinden Coina und Palhais zur neuen Gemeinde União das Freguesias de Palhais e Coina zusammengeschlossen.

## Geografie
Der Ort gehört zum industriell geprägten Gebiet südlich des Tejo, gegenüber der Hauptstadt Lissabon. Südlich geht das Gebiet in das Naturschutzgebiet der Serra da Arrábida über.

## Geschichte
Hier bestand die römische Siedlung Equabona. Die Mauren nannten den Ort Quabna und hatten hier eine Burg errichtet. Der Ortsname wandelte sich im Laufe der Jahrhunderte weiter über Cauna und Couna zum heutigen Coina.
Hier wurde 1719 die Real Fábrica de Vidros de Coina, die „Königliche Glasfabrik von Coina“ gegründet, wo edles Glas, aber auch Spiegel und Kristalle für den Bedarf der Herrenhäuser des Landes hergestellt wurde. Es war einer der wenigen Versuche, technische Fortschritte und eine wirtschaftlich produktive Entwicklung zu fördern, zu einer Zeit, in der die herrschenden Schichten Portugals sich darauf beschränkten, vor allem die Gold-Importe aus der Kolonie Brasilien auszugeben und Luxusgüter zu importieren. Nachdem in den folgenden Epochen im Gebiet der Fabrik zahlreiche Umbauten und Neuordnungen stattfanden, waren zwischen 1983 und 1990 archäologische Ausgrabungen nötig, um die Überreste der Fabrik freizulegen. Ein Museum mit umfangreicher Ausstellung ist eingerichtet worden.

## Wirtschaft
Zahlreiche Industriebetriebe sind hier angesiedelt.

## Sehenswürdigkeiten
Neben dem Museum Real Fábrica de Espelhos e Vidros Cristalinos de Coina sind der Schandpfahl („Pelourinho“), das Schloss Palácio de Coina, und verschiedene Kirchen und frühe Industriestätten sehenswert (z. B. die Kalkbrennerei aus dem 18. Jahrhundert), ebenso die Feuchtgebiete am Rio Coina, die wie der Fluss ihre Ursprünge im nahegelegenen Naturreservat Serra da Arrábida haben.

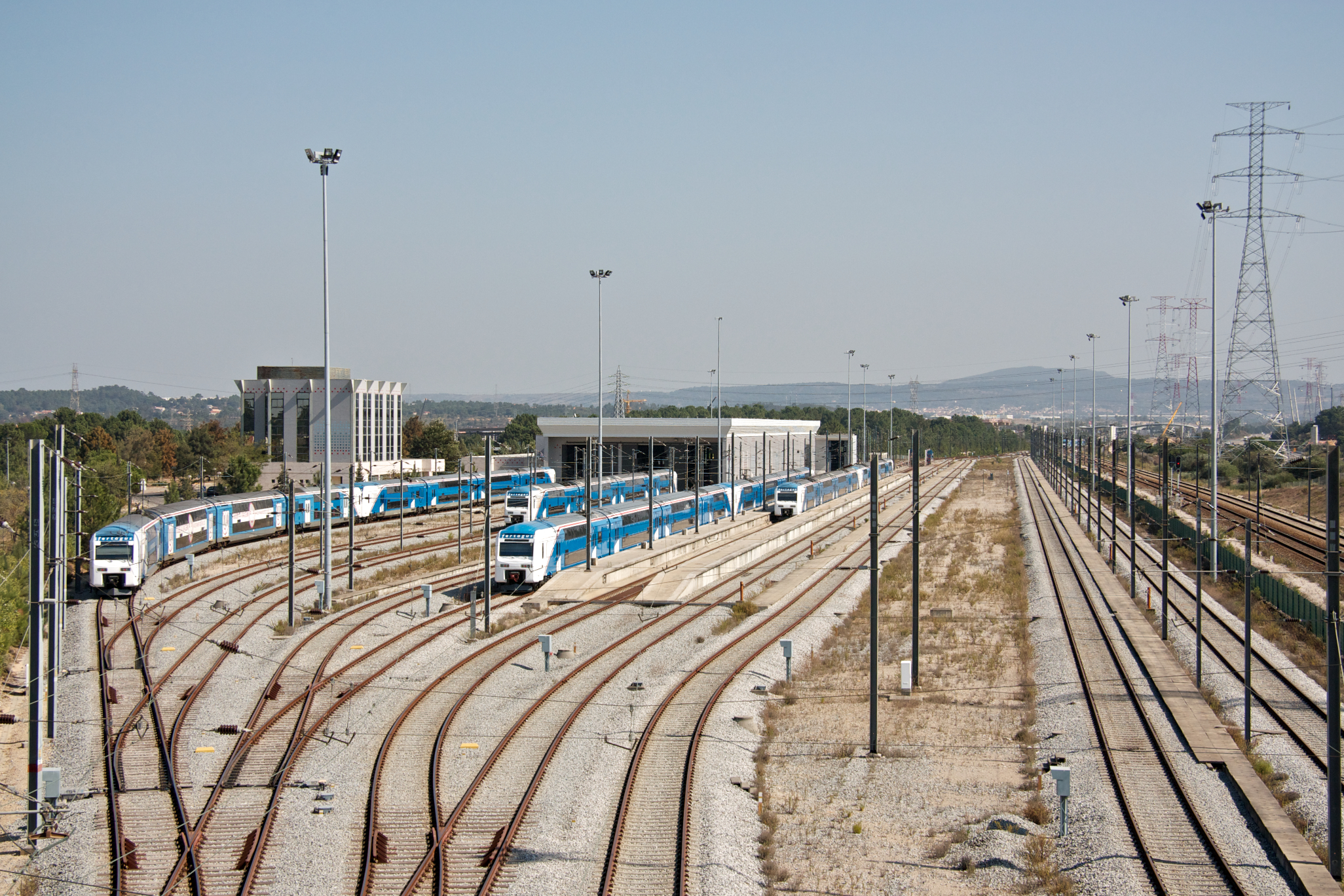
Das Fertagus-Depot in Coina

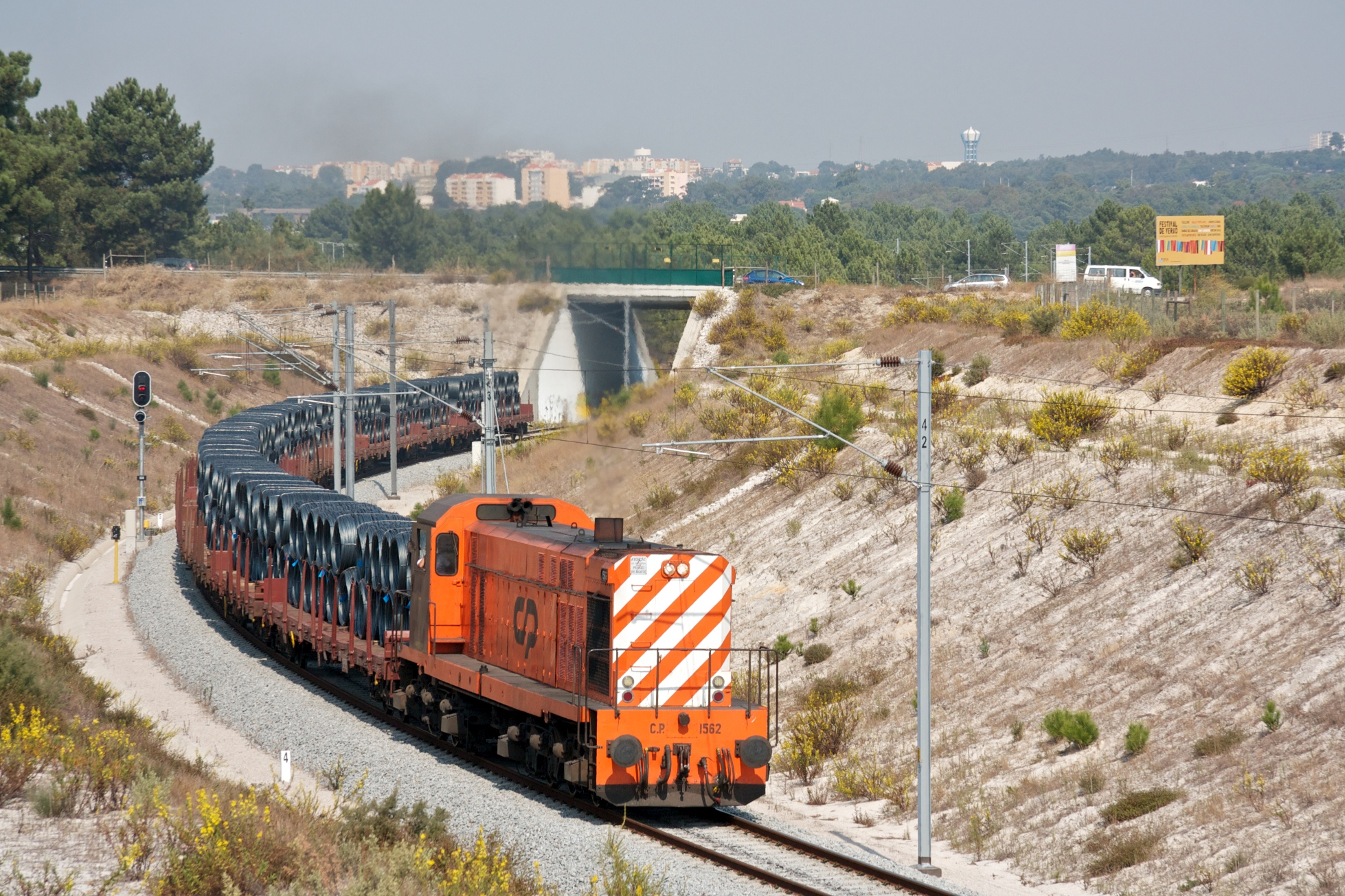
Stahltransport bei Coina

## Verkehr

### Schiene
Coina ist in das Nahverkehrsnetz der Fertagus eingebunden, über die Linie vom Bahnhof Lissabon Roma-Areeiro nach Setúbal.

### Straße
Der Ort ist über seinen Anschluss an die A33 mit dem Autobahnnetz des Landes verbunden.